# 不作為犯の一覧
不作為犯の一覧（ふさくいはんのいちらん）では、不作為犯にあたる犯罪行為を列挙する。

## 各国の不作為犯

### 日本
不真正不作為犯、過失犯は列挙しない。
また、職務上や特殊な業務上において明文で規定される義務に違反した場合の罪も膨大になるので列挙しない（例として医師法や道路交通法など）。

#### 刑法典
- 多衆不解散罪
- 不退去罪
- 死体遺棄罪（埋葬義務者の遺体放置）
- 保護責任者遺棄罪（不保護罪）
- 加重収賄罪（不作為）

#### その他
- 軽犯罪法
  - 浮浪罪（第1条第4号）
  - 変事非協力の罪（第1条第8号）
  - 死体等、要保護者等を通報しない罪（第1条第18号）[1]
- 道路交通法
  - 交通事故の場合の措置義務（第72条）
  - 道路において交通の妨害となるような方法で寝そべり、すわり、しやがみ、又は立ちどまつていること（第76条第4項第4号）
- 船員法
  - 第三者である船舶や航空機の遭難に船舶が際した場合は、その船長は遭難者の救助手段を尽くす義務がある（第14条）
- 二十歳未満ノ者ノ飲酒ノ禁止ニ関スル法律、二十歳未満ノ者ノ喫煙ノ禁止ニ関スル法律
  - 親権者、監督者等が未成年者の飲酒、喫煙を制止しなかった場合。
- 消防法
  - 火災発見者の通報義務（第24条）。※罰則なし